# Черноморско-Каспийская степь
Понтийско-Каспийская (Причерноморско-Каспийская) степь  — обширная степь, простирающаяся от северного побережья Чёрного моря (в древности называемое Понт Аксинский (греч. Πόντος Ἄξενος, «Негостеприимное море») на восток до Каспийского моря. Является частью большой Евразийской степи.
Понтийско-Каспийская степь имеет площадь 994 тыс. км² и простирается от восточной Румынии через южные Молдавию, Украину, Россию и северо-западный Казахстан до Урала, где переходит в Казахскую степь. Понтийско-Каспийская степь граничит на севере с Восточно-Европейской лесостепью — переходной зоной лугов и смешанных лесов. На юге Понтийско-Каспийская степь простирается до Чёрного моря, за исключением Крыма и Западного Кавказа, где субтропические леса определяют южный край степей.
Чёрное и Каспийские моря являются остатками Тургайского моря, бассейна Паратетиса, которое простиралось на юг и на восток от Урала, и охватывало большую часть сегодняшней Западно-Сибирской равнины в мезозое и кайнозое.

## Доисторические культуры
- Трипольская культура 5300—2600 до н. э.
- Среднестоговская культура 4500—3500 до н. э.
- Ямная культура 3500—2300 до н. э.
- Катакомбная культура 3000—2200 до н. э.
- Срубная культура 1600—1200 до н. э.
- Новочеркасская культура 900—650 до н. э.

## Исторические государства и народы
- Киммерийцы VIII—VII вв. до н. э.
- Скифы VIII—IV вв. до н. э.
- Сарматы V в. до н. э. — V в. н. э.
- Готы III—VI вв.
- Булгары III—VI вв.
- Гунны IV—VIII вв.
- Аланы V—XI вв.
- Авары VI—VIII вв.
- Тюркский каганат VI—VIII вв.
- Оногуры VIII в.
- Савиры VI—VIII вв.
- Хазары VI—XI вв.
- Печенеги VIII—XI вв.
- Кыпчаки и половцы XI—XIII вв.
- Золотая Орда XIII—XV вв.
- Ногайская орда, Астраханское ханство, Крымское ханство, ногайцы, казанские татары, кумыки и другие тюркские народы XV—XVIII вв.
- Российская империя XVIII—XX вв.
- Советский Союз XX в.